# Niels Anker Kofoed
Niels Anker Kofoed, född 21 februari 1929 i Bodilsker på Bornholm, död 6 maj 2018, var en dansk lantbrukare och politiker för Venstre. Han var folketingsledamot 1968–1973 och 1975–1998 samt Danmarks jordbruksminister 1973–1975, 1978–1979 och 1982–1986. Han var europaparlamentariker 1975–1978 och 1989–1999. Han är far till politikern Thor Gunnar Kofoed.

## Biografi
Niels Anker Kofoed var son till gårdsägaren Poul Kofoed (1886–1947) och Kathrine Anker (1889–1953). Han tog realexamen från Neksø Private Realskole 1945 och utbildade sig sedan inom lantbruk på Rødding Højskole (1946–1947), Askov højskole (1949–1950) och Tune landbrugsskole 1955. Han förvärvade gården Nordvang i Ibsker 1957 och Knarregård 1959 som han drev. Redan som ung engagerade han sig politiskt i Venstres Ungdom och var förbundsordförande på Bornholm 1950 och senare förbundsordförande för hela organisationen (1957–1959). Han var ledamot i Ibskers sockenstämma (1958–1970), varav som ordförande från 1966. Han var även ledamot i Bornholms amtsråd (1970-1973). Han blev invald i Folketinget 1968 och satt där till 1973. Han blev invald igen 1975 och behöll detta mandat till 1998. 1973–1975 var han europaparlamentariker.
Då Venstre med Poul Hartling i spetsen bildade en smal minoritetsregering i december 1973 utsågs Niels Anker Kofoed till jordbruks- och fiskeriminister. Eftersom Danmark anslutit sig till Europeiska gemenskaperna (EG) 1972 präglades hans mandatperiod av att anpassa dansk jordbruks- och fiskelagstiftning till de krav som EG-medlemskapet ställde inom dessa områden. Efter regeringens avgång 1975 blev han åter folketingsledamot och europaparlamentariker. Han var bl.a. ordförande i Europaparlamentets jordbruksutskott (1977–1978) och 1:e vice ordförande av Alliansen liberaler och demokrater för Europa. Då Socialdemokratiet och Venstre bildade regering 1978 utsågs han återigen till jordbruksminister. Regeringen upplöstes 1979 och han återgick som ordinarie folketingsledamot. Han var åter jordbruksminister i Poul Schlüters borgerliga koalitionsregering 1982-1986.

## Utmärkelser
- Kommendör av Dannebrogorden,  1975

[Redigera Wikidata]